# Kaspische Rotbanner-Offiziershochschule der Seestreitkräfte S.M. Kirow

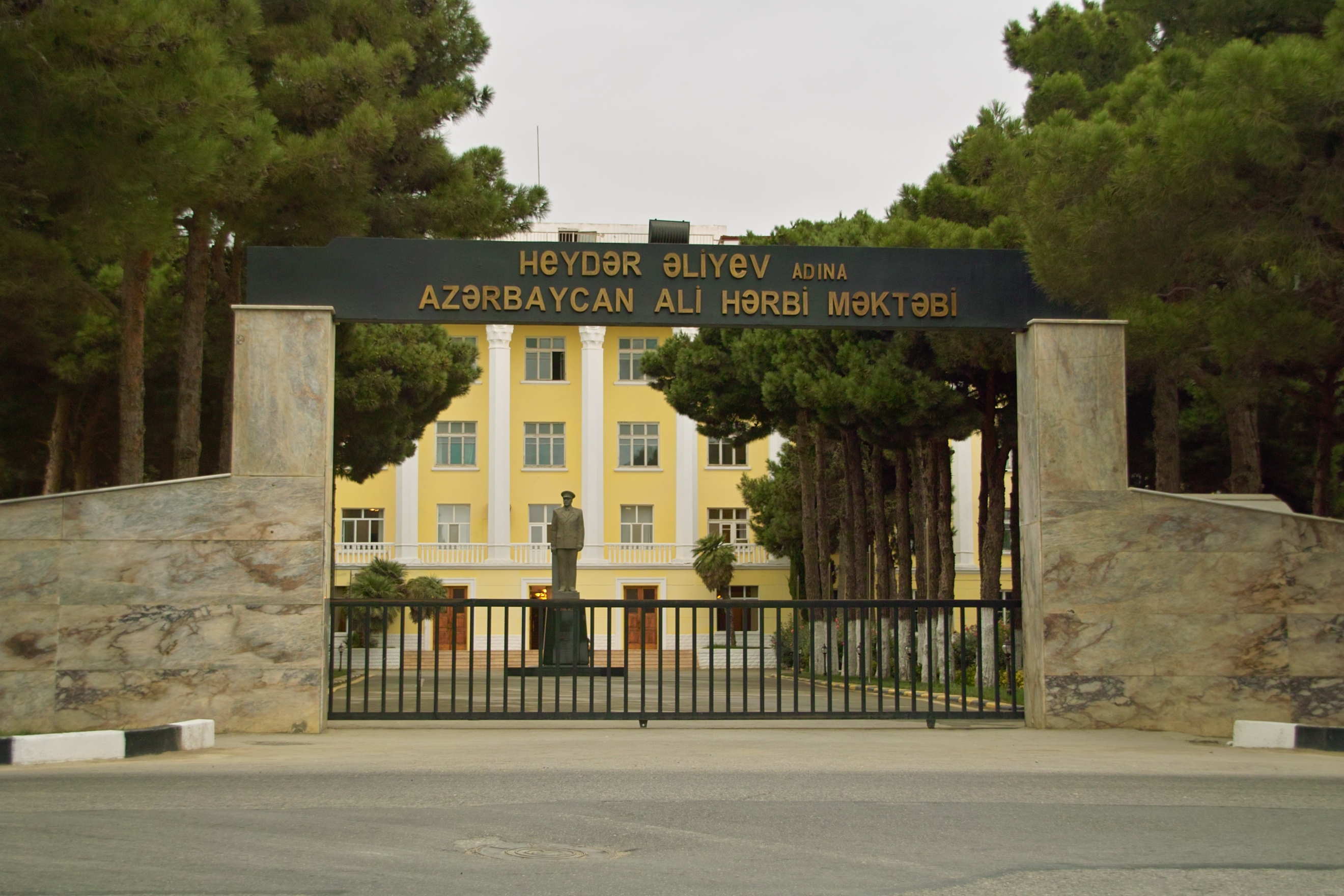
Haupteingang der heutigen Aserbaidschanischen Offiziershochschule der Seestreitkräfte.

Die Kaspische Rotbanner-Offiziershochschule der Seestreitkräfte (KWWMKU) (russisch Каспийское Высшее Военно-Морское Краснознаменное Училище (КВВМКУ) имени С.М. Кирова), benannt nach Sergei Kirow, diente der Sowjetunion als Ausbildungsstätte seemännischen Führungspersonals (Fähnriche, Offiziere) für die Marine des Landes.
An dieser militärischen Hochschule wurden auch ausländische Kader, wie beispielsweise Marineoffiziere der Nationalen Volksarmee der DDR, ausgebildet. Sie befand sich in Baku, der Hauptstadt der Aserbaidschanischen SSR am Kaspischen Meer.
Nach Erlangung der nationalen Souveränität wurde hier die Aserbaidschanische Seeoffiziershochschule eingerichtet.

## Geschichte
Gegen Ende des Jahres 1937 beschloss der Rat der Volkskommissare der UdSSR ein Programm zum Aufbau einer nationalen Kriegsflotte. Diesem Beschluss liegt auch der Plan zum Bau einer weiteren Seekriegsschule in Baku zu Grunde. Der Plan wurde am 5. März 1939 durch Flottenadmiral Kusnezow, den Volkskommissar der UdSSR-Kriegsflotten, bestätigt. Für den Bau der 4. Seeoffiziersschule wurde die Umgebung des Ortes Zig bestätigt, wo sich ein Vorstadtpark und ein Strand befand. Die detaillierte Ausarbeitung des Bauprojektes wurde durch den Betrieb Asgosprojekt verwirklicht. In dieser Periode wurde bereits das Lehrpersonal eingestellt. Am 25. Mai 1939 wurde die Kommandoführung eingesetzt und zum ersten Kommandeur wurde der vorherige Leiter der Frunse-Seeoffiziersschule G. A. Buritschenkow ernannt. Aus dieser Schule stammte der überwiegende Teil des Lehrkörpers. Viele seiner erfahrenen Offiziere, wie Konteradmiral I. N. Dmitrijew sowie die Kapitäne zur See S. N. Tarchow und N. A. Isotow, dienten schon in der Kaiserlich Russischen Marine. Schon am 25. Juni wurde die zukünftige Lehreinrichtung auf den Namen Kaspische Seekriegsschule (Каспийское военно-морское училище) getauft. Sofort nach Baubeginn fand die Ausbildung der Seeleute provisorisch im Freien statt und die Kursanten wohnten in Zelten.
1940 erhielt die Lehreinrichtung den Hochschulstatus. Auf Beschluss des Rates der Volkskommissare Nr. 963 und Befehl des Volkskommissariats für Verteidigung Nr. 294 vom 5. Juni 1940 wurde sie zur Seekriegsschule 1. Kategorie und in Kaspische Höhere Seekriegsschule umbenannt.
Während des Großen Vaterländischen Krieges wurden verschiedene Militärschulen der UdSSR in Baku untergebracht wie z. B. im November 1941 die Seekriegsschule für Küstenverteidigung, im Herbst 1942 die Seekriegshochschule M. W. Frunse und gegen Ende des Jahres 1942 das Vorbereitungszentrum für Seeoffizierskader. Viele Absolventen der Schule ließen ihr Leben beim Einsatz an der Front.
Am 1. Oktober 1952 wurde die allgemeine Wachoffiziersausbildung aufgegeben. Stattdessen begann der Aufbau von Spezialfakultäten (z. B. für Navigation, Artillerie, Minen, U-Boot-Abwehr). Die Verleihung des Namens S. M. Kirow an die Schule erfolgte am 9. Dezember 1954. Ende der 50er Jahre wurden die Fakultäten der Artillerie und Mine/Torpedo in andere Städte verlegt. Stattdessen erhielt man im Jahre 1960 von der Leningrader Höheren Seekriegsschule für Waffeningenieure eine neue Fakultät. Eine besondere Auszeichnung in der sowjetischen Zeit war die Verleihung des Rotbannerordens zum 50. Jahrestag der Gründung der Sowjetischen Kriegsflotte am 22. Februar 1968.

### Ausbildung sowjetischer und ausländischer Militärkader

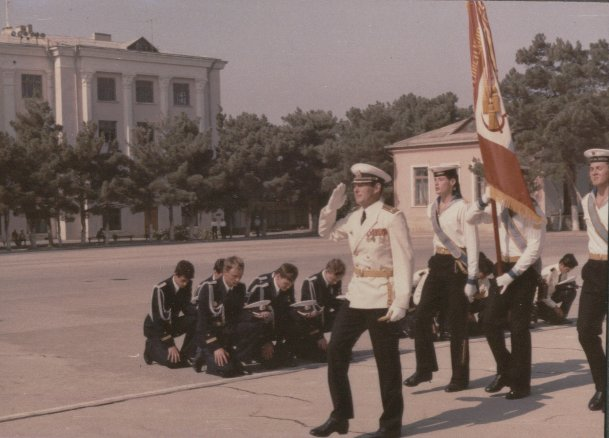
Absolventen (kniend) des Jahrgangs 1989 der DDR Volksmarine während der Zeremonie zur Aushändigung des Abschlussdiploms auf dem zentralen Appellplatz.

In den 1950er und 60er Jahren vertieften sich die internationalen Beziehungen und die militärische Zusammenarbeit der Flotten des Warschauer Pakts sowie anderer sozialistischer Staaten und Entwicklungsländer. Von den insgesamt vier Fakultäten waren die 1. Fakultät (Navigation) und die 2. Fakultät (chemischer Dienst) sowjetischen Kursteilnehmern vorbehalten. Ausländische Kursanten besuchten die 3. Fakultät (sozialistische Staaten) sowie die 4. Fakultät (Entwicklungsländer). Die Fakultäten wurden in einzelne Lehrgänge („Kurse“) unterteilt sowie die Fakultäten drei und vier zusätzlich nach Nationalitäten. Die strikt nach Fachbereichen getrennte Ausbildung fand in den Studienschwerpunkten Hydrographie, Artilleriebewaffnung, Raketenbewaffnung, Minen- und Torpedobewaffnung, Navigation und Schiffsführungstechnik, U-Boot-Abwehrbewaffnung, Funkmess- und Waffenleittechnik sowie Nachrichtentechnik statt. Die ausländischen Offiziersschüler kamen aus folgenden Ländern:
| Kontinent     | Staaten |
| ------------- | --- |
| Europa        | Albanien, Bulgarien, Jugoslawien, Ungarn, DDR, Finnland, Polen, Rumänien                                                                               |
| Asien         | China, Nordkorea, Vietnam, Kambodscha, Indien, Indonesien, Nord- und Südjemen, Syrien, Irak                                                            |
| Afrika        | Algerien, Libyen, Ägypten, Äthiopien, Somalia, Mosambik, Republik Kongo, Benin, Äquatorialguinea, Guinea, Guinea-Bissau, Angola, Kap Verde, Seychellen |
| Lateinamerika | Kuba, Nicaragua |

Von 1939 bis 1992 bildete die Lehreinrichtung etwa 15.000 inländische Offiziere und etwa gleich viele ausländische Armeeangehörige aus. Fast 150 von ihnen beendeten ihre Ausbildung mit Auszeichnung und Goldmedaille und mehr als 100 Absolventen wurden Admirale und Generale.
Die Geschichte der Schule endet mit dem Niedergang der UdSSR. Anlässlich der Pogrome gegen Nichtmuslime in Sumgait, Baku und anderen Städten und Dörfern Aserbaidschans ab Februar 1988 unterstützte das Personal der Bildungseinrichtung unter Führung von Konteradmiral Leonid Schdanow die sowjetische Administration bei der Aufrechterhaltung der inneren Ordnung, dem Schutz der öffentlichen Einrichtungen und der Evakuierung von Flüchtlingen. Die letzten Absolventen beendeten 1992 die Offiziersschule. Ausländische Studierende waren zu dem Zeitpunkt bereits evakuiert worden, aber es existierte noch eine verbliebene Fakultät zur Seeoffiziersausbildung.
Auf Anordnung Nr. 28 des Präsidenten der sich unabhängig erklärten Republik Aserbaidschan vom 3. Juli 1992 wurde die Schule juristisch dem neu gegründeten Staat übergeben und dem aserbaidschanischen Verteidigungsministerium unterstellt. Faktisch erfolgte die Übergabe am 18. Juli 1992, worauf per Direktive des Hauptstabes der Russischen Marine die Kaspische Marine-Offiziersschule aufgelöst und das Personal an andere Bildungseinrichtungen der Russischen Marine kommandiert wurde. Das Archiv wurde nach Sankt Petersburg an die Offiziershochschule der Seestreitkräfte M.W. Frunse überführt.

#### Offiziere der Volksmarine
Von 1961 bis 1990 wurden etwa 300 Offiziersschüler der Volksmarine der DDR an dieser Offiziershochschule zu Seeoffizieren ausgebildet. Der erste Lehrgang umfasste 45 Kursteilnehmer, die zu Spezialisten der Schiff-Schiff-Rakete P−15 ohne vorherige Sprachvorbereitung ausgebildet wurden. In den siebziger Jahren erfolgte die Ausbildung dann in den Fachbereichen Raketen- und Artilleriebewaffnung, Minen- und Torpedobewaffnung, Navigation, Nachrichtentechnik sowie Funkmess- und Waffenleittechnik. Mit der Einführung neuer Küstenschutzschiffe des Projektes 1159 in die Volksmarine wurde von 1976 bis 1977 eine umfassende Baubelehrung für die zukünftigen Besatzungen an der Hochschule durchgeführt. Ab den 1980er Jahren wurde das Ausbildungsangebot um die Fachrichtungen U-Bootabwehr und Hydrographie erweitert. Die Offiziersschüler wurden nach dreiwöchiger Grundausbildungszeit an der Offiziershochschule der Volksmarine Karl Liebknecht in Stralsund nach Baku kommandiert. Ein einjähriger Vorbereitungskurs erhöhte nun die sprachlichen Kompetenzen der Auszubildenden.
Die Offiziersschüler waren direkt dem Ministerium für Nationale Verteidigung der DDR (MfNV) unterstellt. Ab 1976 bestimmte das MfNV einen Offizier der Volksmarine als Gruppenältesten, der diese Position in der Regel drei Jahre einnahm. Zuvor übte diese Funktion ein Offiziersschüler aus. Zusätzlich stand jeder Nationalität ein betreuender sowjetischer Offizier vor. Die einzelnen Jahrgänge führte ein Kursältester sowie ein Jahrgangsältester. Außerdem war für die Spezialklassen jeweils ein Klassenältester vorgesehen.
Das Studium erstreckte sich über zeitweise fünf oder sechs Jahre. Die Absolventen wurden nach dem Abschluss des Studiums, in Abhängigkeit von dessen Dauer, zum Leutnant oder Oberleutnant ernannt. Die Ernennung fand in der Regel in der Heimat statt und lag vor der feierlichen Übergabe der Diplome.

## Neugründung und Änderung der Namensgebung
Heute befindet sich an gleicher Stelle die Aserbaidschanische Offiziershochschule (aserbaidschanisch Heydər Əliyev adına Azərbaycan Ali Hərbi Məktəbi), mit dem Ehrennamen Heydər Əliyev.

## Kommandeure
Seit 1939 wurden die nachstehenden Offiziere zum Kommandeur berufen.

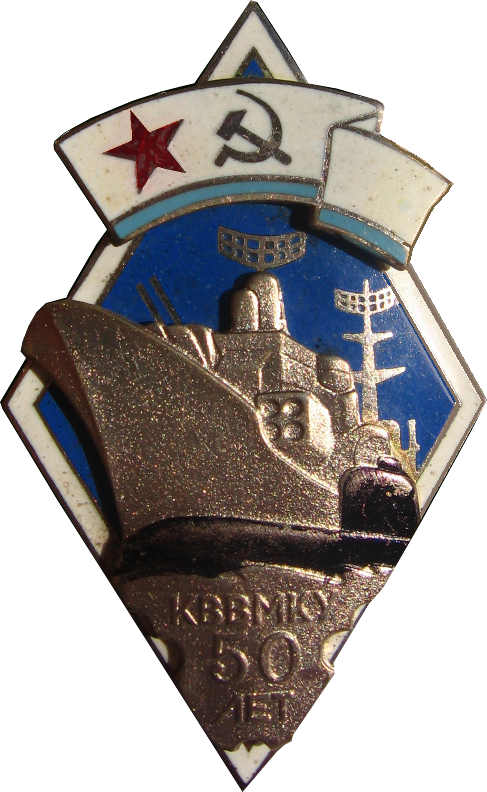
Abzeichen zum 50. Jahrestag der Schulgründung

|     | Name                                      | von           | bis            | Bemerkung |
| --- | ----------------------------------------- | ------------- | -------------- | --------- |
| 1.  | KomDiw Georgi Buritschenkow               | Juni 1939     | April 1940     |           |
| 2.  | Fregattenkapitän Konstantin Suchiaschwili | April 1940    | November 1941  |           |
| 3.  | Konteradmiral Nikolai Suikow              | November 1941 | August 1942    |           |
| 4.  | Fregattenkapitän Konstantin Suchiaschwili | August 1942   | Juni 1944      |           |
| 5.  | Konteradmiral Iwan Golubew-Monatkin       | Juni 1944     | April 1949     |           |
| 6.  | Konteradmiral Alexander Wanifatjew        | April 1949    | März 1951      |           |
| 7.  | Konteradmiral Semjon Ramischwili          | März 1951     | November 1961  |           |
| 8.  | Konteradmiral Nikolai Drosdow             | November 1961 | Februar 1963   |           |
| 9.  | Konteradmiral Fjodor Akimow               | Februar 1963  | September 1966 |           |
| 10. | Konteradmiral Georgi Timtschenko          | Februar 1967  | Oktober 1970   |           |
| 11. | Vizeadmiral Georgi Stepanow               | Oktober 1970  | Juni 1974      |           |
| 12. | Konteradmiral Jewgeni Glebow              | Juni 1974     | Dezember 1975  |           |
| 13. | Konteradmiral Wassili Archipow            | Dezember 1975 | November 1985  |           |
| 14. | Konteradmiral Albert Akatow               | November 1985 | Juli 1987      |           |
| 15. | Konteradmiral Leonid Schdanow             | Juli 1987     | 2. Juli 1992   |           |

## Lage und Infrastruktur
Die Lehreinrichtung befand sich am Ufer der Baku-Bucht und belegte eine Fläche von etwa 26 Hektar. Auf ihrem Territorium gab es sechs Lehr- und neun Wohneinheiten, zwei Sportkomplexe und drei Sportstätten, ein Stadion, einen Schießstand, zwei Schwimmbäder, zwei Kantinen mit jeweils 3000 Plätzen, ein Versorgungskomplex, ein Heizwerk und ein Reinigungskombinat. Die Offiziere, Fähnriche und Zivilangestellten waren vor dem Gelände in 20 fünfetagigen Häusern in 60 Wohnungen, einem neunetagigen Wohnhaus mit 34 Wohnungen sowie einem Wohnheim untergebracht.

## Bekannte Absolventen
20 Absolventen der Lehreinrichtung wurden mit der höchsten Auszeichnung der UdSSR Held der Sowjetunion geehrt und mehr als 100 wurden im Laufe ihrer Karriere zu Admiralen oder Generälen ernannt. Zu den bekannten Absolventen gehören u. a.:
- Wassili Archipow (1926–1998), sowjetischer Vizeadmiral
- Eduard Baltin (1936–2008), russischer Admiral
- Georgi Gurinow (1939–2012), russischer Admiral und Kommandeur der Pazifikflotte
- Oleg Jerofejew (1940–2022), russischer Admiral und Kommandeur der Nordflotte
- Iwan Kapitanez (1928–2018), sowjetischer Flottenadmiral
- Anatoli Lipinski (* 1959), russischer Konteradmiral
- Gerhard Müller (1941–2023), deutscher Konteradmiral
- Həmid Qasımbəyov (1923–2005), sowjetischer Vizeadmiral und Kommandeur der Kaspischen Flottille
- Juri Sysujew (* 1949), russischer Admiral
- Wladimir Tschernawin (1928–2023), Flottenadmiral und Oberkommandierender der Sowjetischen Seekriegsflotte
- Alexander Turilin (* 1961), russischer Konteradmiral

## Auszeichnungen
- Rotbannerorden (27. April 1945, 22. Februar 1968)
- Kampforden „Für Verdienste um Volk und Vaterland“ in Gold (1. März 1975, DDR)
- Orden „Für militärische Verdienste“ 1. Klasse (15. Januar 1983, Volksrepublik Vietnam)
- Orden „Antonio Maceo“ (15. November 1984, Republik Kuba)
- Orden „9. September 1944“ 3. Klasse (9. Dezember 1989, Volksrepublik Bulgarien)

Urkunden
- Urkunde des Präsidiums des Obersten Sowjets der UdSSR (Januar 1946)
- Ehrenurkunde für „Große Erfolge in der Offizierskaderausbildung und militär-patriotische Arbeit“ (1958, 1974)
- Urkunde des Ministerrates der DDR (1. März 1975)
- Ehrenurkunde des Präsidiums des Obersten Sowjets der Aserbaidschanischen SSR „Für Erfolge in der Offizierskaderausbildung, aktive Teilnahme der Mitarbeiter an der militär-patriotischen Erziehungsarbeit und zum 40. Gründungsjahrestag“ (1979)